# Plöcken
Plöcken je naselje občine Koče - Muta v okraju Šmohor na Koroškem v Avstriji.